# Reacció exergònica

Perfil de reacció exergònica

Una reacció exergònica és una reacció química en la qual la variació de l'energia lliure de Gibbs és negativa i per tant, és una reacció termodinàmicament espontània a pressió i temperatura constant. S'expressa amb la següent fórmula:
{\displaystyle {\ce {\Delta G=G_{\rm {productes}}-G_{\rm {reactiuss}}<0}}}
Tot i ser reaccions termodinàmicament espontànies, pot ser que no ho siguin des del punt de vista cinètic, és a dir, poden donar-se a velocitats molt baixes. Un exemple de reacció exergònica és el de la desproporció de l'aigua oxigenada (H₂O₂). En aquest cas la ΔG de la reacció és negativa, però sense la presència d'un catalitzador que acceleri la reacció aquesta es molt lenta.
Els critèris d'espontaneïtat termodinàmica d'una reacció es poden extreure de l'equació de Gibbs-Helmholtz.
| ΔH                 | ΔS     | Espontaneïtat              |
| ------------------ | ------ | -------------------------- |
| ΔH < 0 Exotèrmica  | ΔS > 0 | ΔG < 0 Reacció exergònica  |
| ΔH < 0 Exotèrmica  | ΔS < 0 | ΔG < 0 si \|TΔS\| < \|ΔH\| |
| ΔH > 0 Endotèrmica | ΔS > 0 | ΔG < 0 si \|TΔS\| > \|ΔH\| |
| ΔH > 0 Endotèrmica | ΔS < 0 | ΔG > 0 Reacció endergònica |